# Гожув-Велькопольский
Го́жув-Велькопо́льский (пол. Gorzów Wielkopolski), до 1945 Ландсберг-ан-дер-Варте (нем. Landsberg an der Warthe) — город в Польше на реке Варта. Один из двух административных центров Любусского воеводства. Население — 125,4 тыс. жителей (2006).

## Исторический очерк
В тёмные века данный регион был заселён славянскими племенами, но вскоре они были захвачены немецкими феодалами и подверглись германизации. С середины XIII века до середины XX века Ландсберг принадлежал Германии и был населён, главным образом, немцами.
В российской военной истории город стал известен во время Семилетней войны, после набега на него в 1761 году «малого корволанта» (летучего отряда) подполковника А. В. Суворова; здесь будущий генералиссимус впервые широко продемонстрировал свои командирские способности.
По итогам Второй мировой войны в 1945 году город отошёл к Польше и был переименован на польский лад. В 1946—1949 годах немецкое население было насильственно выдворено польскими властями. Основу населения составили переселенцы из Центральной Польши.

## Климат
| Показатель                    | Янв. | Фев. | Март | Апр. | Май | Июнь | Июль | Авг. | Сен. | Окт. | Нояб. | Дек. | Год |
| ----------------------------- | ---- | ---- | ---- | ---- | --- | ---- | ---- | ---- | ---- | ---- | ----- | ---- | --- |
| Средний суточный максимум, °C | 7    | 8    | 16   | 22   | 26  | 29   | 30   | 30   | 26   | 21   | 13    | 9    | 19  |
| Средняя температура, °C       | −11  | −6   | 0    | 7    | 16  | 17   | 19   | 18   | 15   | 9    | 3     | 0    | 8   |
| Средний суточный минимум, °C  | −13  | −12  | −7   | −2   | 1   | 5    | 8    | 7    | 3    | −1   | −5    | −10  | −2  |
| Норма осадков, мм             | 34   | 31   | 32   | 36   | 48  | 58   | 71   | 59   | 40   | 39   | 39    | 39   | 526 |
| Источник: Weatherbase         |      |      |      |      |     |      |      |      |      |      |       |      |     |

## Достопримечательности
- Памятник цыганской поэтессе Папуше
- Памятник Адаму Мицкевичу
- Находка древнего лесного носорога Мерка (Rhinoceros Mercki, Dicerorhinus kirchbergensis или en:Stephanorhinus kirchbergensis), жившего более 100 тысяч лет назад[4]

## Транспорт
Город имеет развитую сеть общественного транспорта. Компания «City Transport» (MZK) обслуживает 34 автобусных маршрута (и 3 ночных), три трамвайных маршрута. Величина пассажиропотока около 90 тысяч человек в день. У компании один из самых современных автобусных парков Польши.
Имеется железнодорожное сообщение с крупными польскими городами.

## Люди, чья жизнь связана с городом
- Данута Даниэльссон, знаменитая «женщина с сумкой», которую 13 апреля 1985 года возмутило нацистское шествие по шведскому городу Векшё. Запечатленная в момент «атаки» фотографом Хансом Рунессоном, она прославилась на весь мир и до сих пор является одним из мировых символов антифашизма.
- В классической гимназии Ландсберга преподавал выдающийся немецкий филолог и музыковед Карл фон Ян.
- Умер и похоронен немецкий композитор Карл Тейке (1864—1922).
- Родились немецкая писательница Криста Вольф и драматург Гирндт, Отто.
- Похоронен Герой Советского Союза Павел Васильевич Коновалов, погибший в бою в районе Штольценберга, ныне Славобоже.

## Города-побратимы
Гожув-Велькопольский имеет отношения со следующими городами-побратимами:
- Воронеж, Россия (1987)[5]
- Джидда, Саудовская Аравия
- Йёнчёпинг[вд], Швеция (2001)[6][7][…]
- Кава-де-Тиррени, Италия (1992)[7][8]
- Саранск, Россия
- Сумы, Украина (2006)[9][10][…]
- Терамо, Италия (1996)[7][11]
- Франкфурт-на-Одере, Германия (1975)[12][13]
- Херфорд, Германия (1995)[9][14]
- Шарлоттенбург-Вильмерсдорф, Германия
- Эберсвальде, Германия (19 июля 2001)[9][15]